# Шифр простої заміни

Принцип роботи шифру Цезаря полягає в зрушенні» літер на 3 позиції. Для розшифровки потрібно зробити зворотну операцію

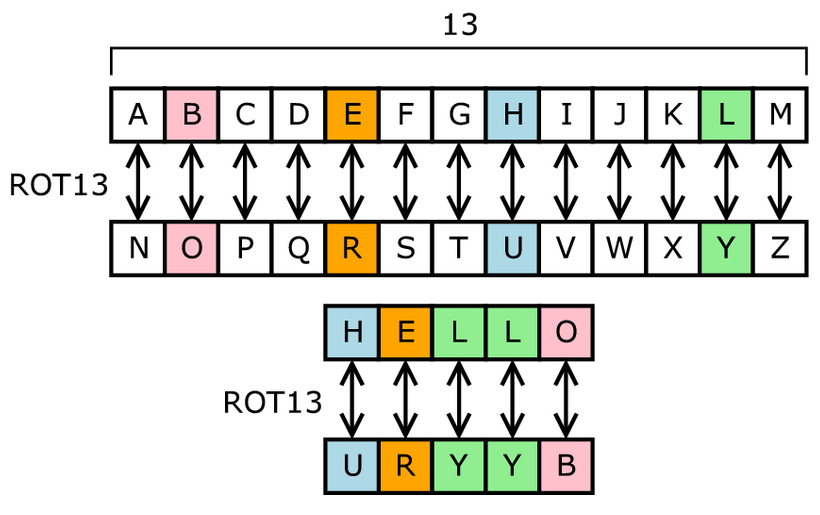
Принцип роботи програми ROT13, яка не призначена для захисту, але лише для приховування тексту (наприклад, потенційно образливого). Для відновлення тексту алгоритм застосовується повторно.

Шифр простої заміни, простий шифр підстановки, моноалфавітний шифр — клас методів шифрування, які зводяться до створення за певним алгоритмом таблиці шифрування, в якій для кожної букви відкритого тексту існує єдина зіставлена їй буква шифр-тексту. Саме шифрування полягає в заміні букв згідно з таблицею. Для розшифрування досить мати ту ж таблицю, або знати алгоритм, за якою вона генерується.
До шифрів простої заміни належать багато способів шифрування, що виникли в давнину або Середньовіччя, як, наприклад, Атбаш (також читається як етбаш) або шифр Цезаря. Для розкриття таких шифрів використовується частотний криптоаналіз.
Цей вид шифру є окремим випадком шифру підстановки.
Шифр простої заміни не завжди передбачає заміну літери на якусь іншу літеру. Допускається використовувати заміну літери на число. До прикладу уявімо якийсь шифр-алфавіт (подається за приклад російський алфавіт):
А - 33; Б - 17; В - 8; Г - 16; Д - 2; Е - 15; Ё - 14; Ж - 13; З - 12; И - 98; Й- 10; К - 97; Л - 96; М - 24; Н - 0; О - 11; П - 5; 
Р - 25; С - 7; Т - 3; У - 64; Ф - 26; Х - 66; Ц - 69; Ч - 4; Ш - 6; Щ - 36; Ь - 21; Ъ - 22; Ы - 23; Э - 37; Ю - 39; Я - 18.
У цьому шифрі застосовуються числа, які замінюють літери. Ніякої логіки в цих числах немає, тому отримувач зашифрованого повідомлення також повинен мати копію таблиці шифрування.
Криптографія буває двох типів: криптографія, яка завадить читати ваші файли вашій молодшій сестрі, і криптографія, яка завадить читати ваші файли людям з уряду— Брюс Шнайєр, Прикладна криптографія.